# Georges Bout
Pour les articles homonymes, voir Bout.
Georges Bout est un footballeur français né le 8 juillet 1933 à Annezin (Pas-de-Calais) et mort le 21 janvier 1987 à Morlaix (Finistère). Joueur de grand gabarit (1,80m. 77 kg), il était défenseur.

## Carrière de joueur
- FC Sète (1956-1958) - Division II
- FC Sochaux (1958-1960) - Division I
- FC Sochaux (1960-1961) - Division II
- FC Nantes (1961-1963) - Division II
- FC Nantes (1963-1965) - Division I
- Stade de Reims (1965-1966) - Division II
- USL Dunkerque (1966-1967) - Division II[2]

## Palmarès
- Champion de France en 1965 (avec le FC Nantes)
- Finaliste de la Coupe de France en 1959 (avec le FC Sochaux)
- Champion de France de Division 2 en 1966 (avec le Stade de Reims)
- Vice-champion de France de Division 2 en 1963 (avec le FC Nantes)
- Vainqueur du Challenge des champions en 1966 (avec le Stade de Reims)